# Повратак у живот
Повратак у живот (шп. Rauzán) колумбијска је теленовела, снимана 2000.
У Србији је приказивана 2001. на телевизији Кошава, а касније и на осталим локалним телевизијама.

## Синопсис
Себастијан де Мендоса је млад, богат и мистериозан човек, у свом месту познат по чињеници да заводи привлачне жене како би их искористио и оставио. Болује од тешке болести коју је наследио од свог оца - каталепсије, болести која га приликом напада учини привидно мртвим.
Упознаје Соледад де Сантањо, младу и лепу девојку, припадницу угледне породице, у коју се искрено заљубљује и након неког времена одлучује оженити. Но, дан пред венчање Себастијан добија напад каталепсије и на инсистирање завидног и љубоморног брата Алсидеса бива жив сахрањен.
Соледад је због своје трудноће приморана на брак, породица је притиска како би се удала за Алсидеса који је одувек био заљубљен у њу и спреман да помогне њеној породици и спречи њено каљање части. Оно што они не знају јесте да је Себастијан жив, да се спасио из гроба и кренуо у спровођење своје освете и одбране љубави која му је одузета.

## Улоге
| Глумац:            | Улога:                |
| ------------------ | --------------------- |
| Освалдо Риос       | Себастијан де Мендоса |
| Сузана Торес       | Соледад де Сантањо    |
| Роландо Тарахано   | Алсидес де Мендоса    |
| Тали Кинтеро       | Естер де Сантањо      |
| Карлос Дуплат      | Лукас де Сантањо      |
| Маргалида Кастро   | Херакула де Сантањо   |
| Ракел Ерколе       | Асноралда Рокафуерте  |
| Паола Дијаз        | Лајс Ренан            |
| Адријана Лопез     | Ева Брунер            |
| Вилма Вера         | Елена Зориља          |
| Алваро Гарсија     | Гиљермо Зориља        |
| Мигел Анхел Муриљо | Борис Мен             |
| Данијел Роча       | Енрико                |
| Алехандро Тамајо   | Херкулес              |
| Виктор Родригез    | Пакито                |
| Сандра Белтран     | Марија                |